# St. Augustine’s of Canterbury (Wiesbaden)

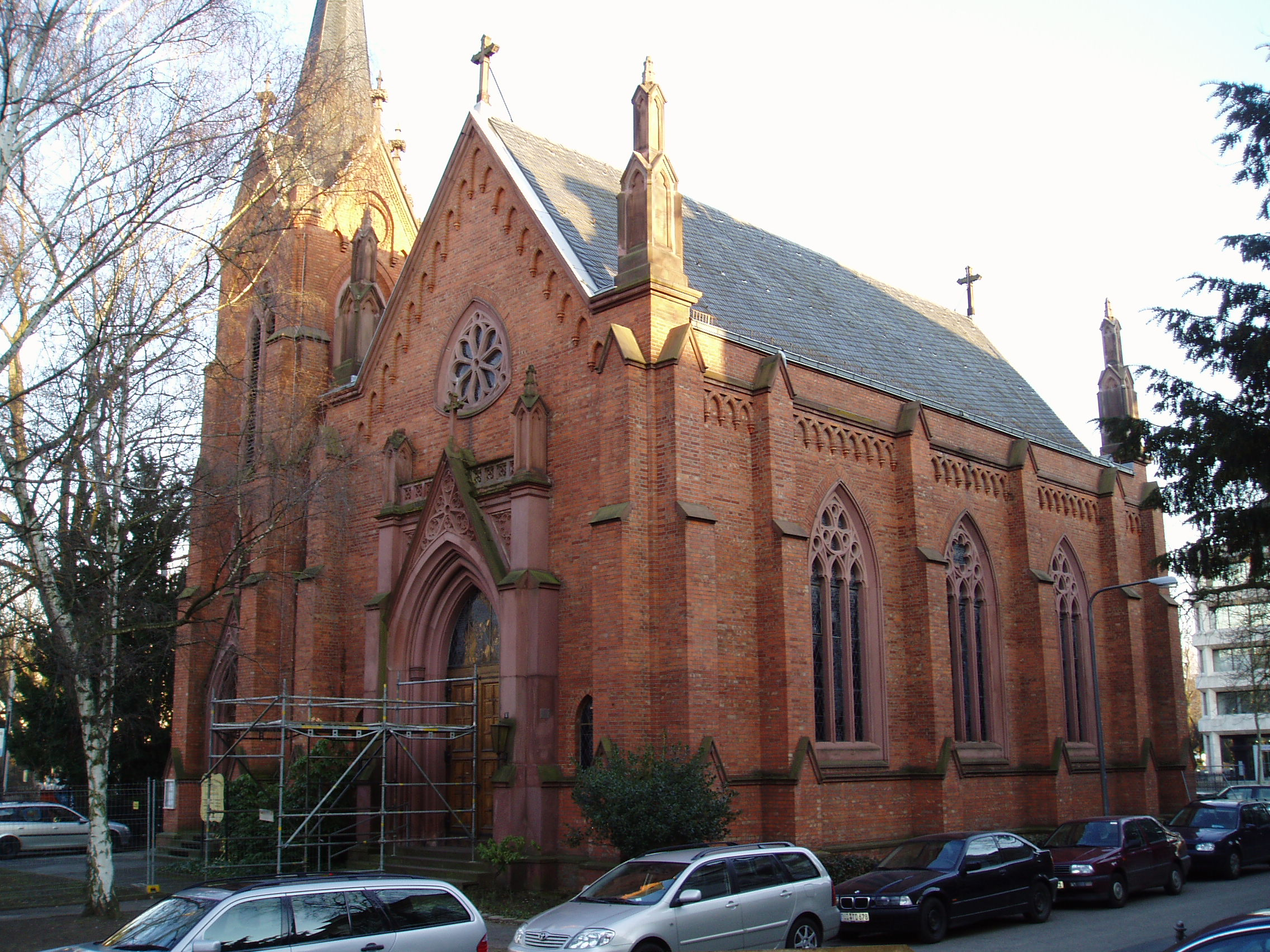
Die Englische Kirche in Wiesbaden, aufgenommen von der angrenzenden Villa Clementine

Die Church of St. Augustine of Canterbury (umgangssprachlich auch Englische Kirche genannt) ist eine neogotische Kirche in Wiesbaden, die der englischsprachigen anglikanischen Kirchengemeinde dient.

## Geografische Lage
Die Kirche steht an der Ecke Frankfurter Straße und Wilhelmstraße, direkt neben der Villa Clementine und in unmittelbarer Nähe zur Parkanlage Warmer Damm.

## Gebäude

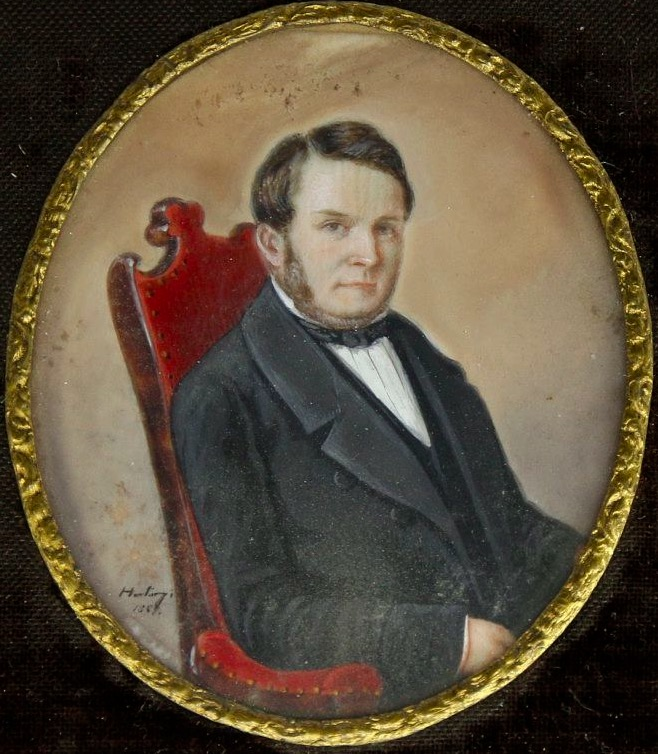
Der Architekt des der Kirche, Theodor Goetz

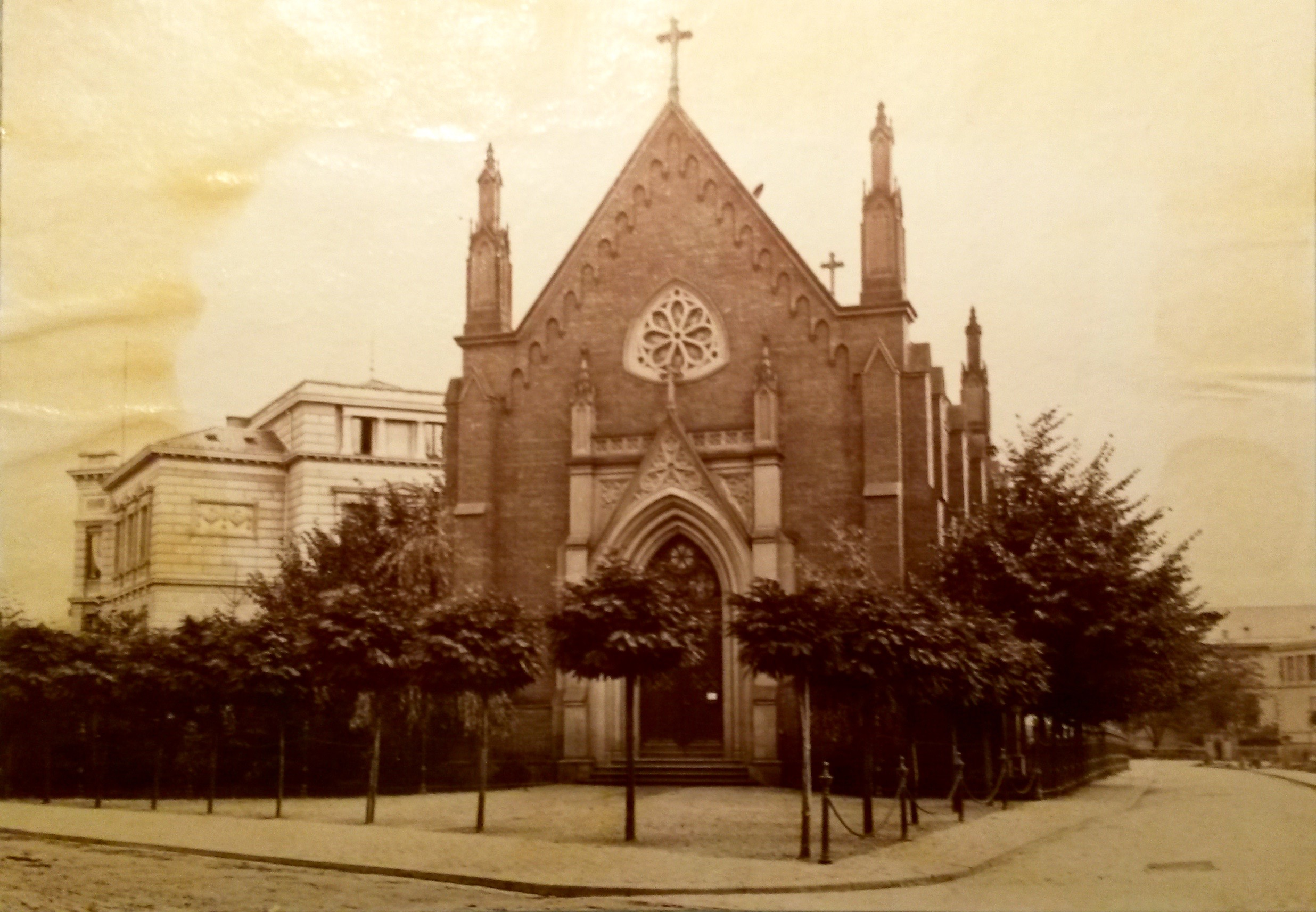
Die Kirche vor dem Anbau des Turmes in den Jahren 1887/88, Aufnahme eines unbekannten Fotografen aus dem Fotoalbum eines englischen Kurgasts in Wiesbaden

1844 wurde ein Bauausschuss gegründet, dem die Kurhausaktiengesellschaft das Grundstück 1863 zur Verfügung stellte. Die Kirche wurde ab 1863 nach Entwürfen des Wiesbadener Oberbaurats Theodor Goetz für die britischen Kurgäste anglikanischer Konfession des damaligen Weltbades Wiesbaden errichtet und 1865 eingeweiht. Es handelte sich zunächst um eine relativ schlichte Hallenkirche aus Backstein in neugotischem Stil, die englischen Kapellen nachempfunden wurde. Der Grundriss ist asymmetrisch: Neben dem Hauptschiff ist nur östlich ein einziges Seitenschiff vorgelagert. Das Seitenschiff endet in einem polygonalen Abschluss. Der Kirchturm, der östlich neben die Hauptfassade gestellt wurde, und der Chor des Hauptschiffes wurden erst 1887/88 ergänzt.
Die Kirche ist ein Kulturdenkmal aufgrund des Hessischen Denkmalschutzgesetzes.

## Geschichte
Als Kirche der englischen Kurgäste wurde der Gottesdienst dort während des Ersten Weltkrieges eingestellt. In der Zeit des Nationalsozialismus wurde das Grundstück vom Staat enteignet, im Zweiten Weltkrieg die Kirche schwer beschädigt. Nach Ende des Krieges stellte die US-Besatzungsmacht das Gebäude als Kapelle wieder her, die vom US-Militär genutzt wurde, bis dieses 1955 eine neue Kapelle im amerikanischen Wohngebiet Hainerberg eröffnete. Das Grundstück wurde dem Bischof von London übereignet, um fortan wieder als anglikanisches Gotteshaus zu dienen. Da viele der Gemeindemitglieder jedoch nach wie vor aus dem US-Militär kamen, wurde die vormals britische Migrationskirche zunehmend eine Mischform aus der Church of England und der US-amerikanischen Episcopal Church. So verwendete sie das US-amerikanische Book of Common Prayer, und die Berufung des Pfarrers erfolgte durch die Convocation of Episcopal Churches in Europe.
Im Januar 1966 wurde das Gebäude von einem verheerenden Feuer heimgesucht, das durch einen Fehler in der Heizung verursacht war. Mit dem Geld, das die Brandversicherung auszahlte, und Spenden der Gemeinde wurde die Kirche restauriert. Die bereits angelieferte Orgel, die noch nicht eingebaut war, war jedoch von der Versicherung nicht gedeckt.
1980, mit der Gründung der Diözese in Europa, deren Zuständigkeitsbereich zuvor dem Bischof von London zugeordnet war und die für die Gemeinden der Church of England auf dem europäischen Kontinent zuständig ist, übernahm der Bischof in Europa die Zuständigkeit für die Wiesbadener Gemeinde, überließ sie aber seinem US-Kollegen in Paris. Ende der 1990er wurde die Gemeinde dann Mitglied in der Convocation of Episcopal (damals noch American) Churches in Europe. Das Gebäude gehört nach wie vor der Diözese London.
2003 berief die Gemeinde erstmals eine Frau als Pfarrerin, Rev. Martha Hubbard, die zuvor in der St.-Mark's-Gemeinde in Penn Yan (New York) im Bistum Rochester tätig war.

## Die Gemeinde heute

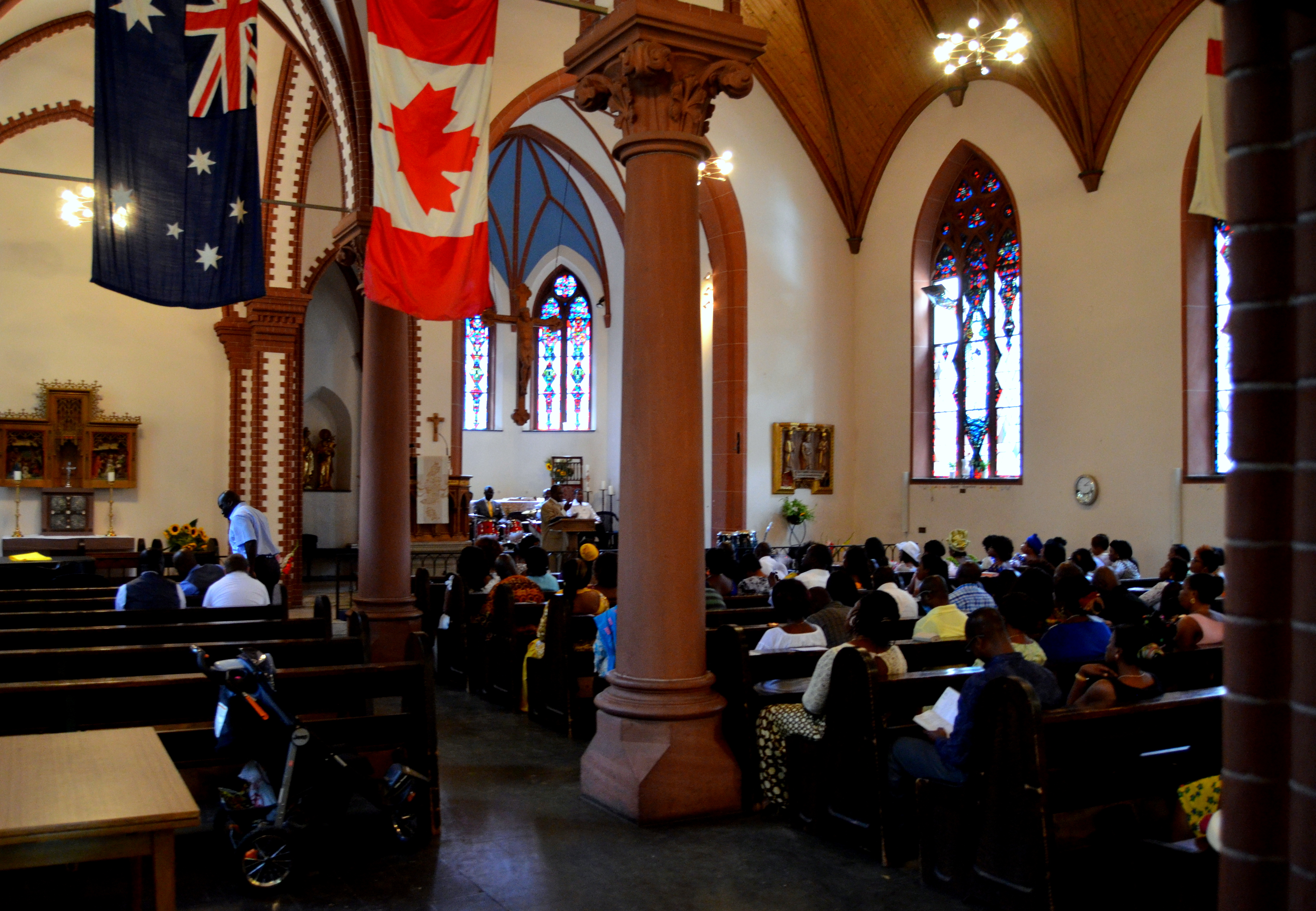
Innenraum während eines Gottesdienstes (2015)

Als Migrantenkirche ist die nationale Zusammensetzung der Gemeinde vielfältig: 37 % sind US-Amerikaner, 26 % Briten, 20 % Deutsche und 17 % haben andere oder mehrere Staatsangehörigkeiten, darunter auch die kanadische, australische, südafrikanische, italienische und nigerianische. Dem Kirchenvorstand gehören britische, deutsche, österreichische, südafrikanische und US-amerikanische Staatsbürger an. Gemeindepfarrer ist seit März 2014 Rev. Christopher Easthill von der Episkopalkirche mit britischer und deutscher Staatsbürgerschaft.
Der Bischof der Convocation of Episcopal Churches in Europe teilte im Januar 2014 der Presse mit, dass die Gemeinde das Kirchengebäude verlassen müsse und auf der Suche nach neuen Räumlichkeiten sei. Die Entscheidung wurde kurz nach dem Pfarrerwechsel im Frühjahr 2014 vorerst ausgesetzt, während die finanziellen und baulichen Voraussetzungen für den von den meisten Gemeindegliedern gewünschten Verbleib im angestammten Gebäude geprüft wurde. Inzwischen wurde die Entscheidung komplett zurückgenommen, so dass die Renovierung der Kirche durch die Gemeinde angegangen werden konnte.
Neben den sonntäglichen Gottesdienstfeiern (in der Regel in Form der Eucharistie), Kindergottesdienst und einem Hauskreis finden auch mittwochs Gottesdienste statt.
Im August 2016 war die Kirche Veranstaltungsstätte für Performances im Rahmen der Wiesbadener Biennale und geriet durch einen Auftritt von Gina-Lisa Lohfink in die Schlagzeilen.
Pfarrer Christopher Easthill wurde 2025 zum Vorsitzenden der Arbeitsgemeinschaft Christlicher Kirchen in Deutschland (ACK) gewählt. Damit wurde erstmals ein Anglikaner ACK-Vorsitzender.